# Лужани (округ Топольчани)
Лужани (словац. Lužany) — село, громада округу Топольчани, Нітранський край. Кадастрова площа громади — 3.9 км². Протікає річка Главінка.
Населення 210 осіб (станом на 31 грудня 2019 року).

## Історія
Лужани згадуються 1249 року.

## Населення
| Рік:            | 1994. | 2004.   | 2014.   | 2024.    |
| --------------- | ----- | ------- | ------- | -------- |
| Кількість осіб: | 205   | 203     | 199     | 224      |
| Різниця:        |       | -0,97 % | -1,97 % | +12,56 % |

| Рік:            | 2023. | 2024.   |
| --------------- | ----- | ------- |
| Кількість осіб: | 221   | 224     |
| Різниця:        |       | +1,35 % |